# Гидатоды
Гидатоды  (греч. hydatos — вода + греч. hodos — путь, дорога; Водяные железки) — водные устьица, приспособления для выделения растением влаги в виде капель (гуттация). В виде блестящих капелек эта жидкость наблюдается при влажной атмосфере на листьях многих растений и часто ошибочно принимается за росу. Гидатоды открыты постоянно.
Гидатоды бывают устроены различно. Если вода выделяется клетками внутренних тканей растения, то она поступает в межклетники, откуда удаляется наружу сквозь устьица. Обыкновенно как место выделения воды, так и выходное устьице  заранее намечены и образуют постоянно готовый к действию механизм, гидатоду. Устьице такое носит название водяного устьица, а соответствующий участок выделяющих воду паренхимных клеток в случае, если он достаточно резко обособлен от окружающих тканей, носит название эпитемы. К эпитеме обыкновенно подходит вплотную сосудисто-волокнистый пучок. Гидатодами нередко служат особые волоски.